# أوليفي
ملعب أوليفي ويعرف احيانا بـأوليفي الجديد لتمييزه عن ملعب Gamla Ullevi (بالسويدية: Nya Ullevi)، هو ملعب متعدد الاستخدام يقع في مدينة غوتنبرغ السويدية. تم بناءة في 29 مايو عام 1958 لأستضافة نهائيات كأس العالم لكرة القدم 1958 ومنذ ذلك الحين استضاف أوليفي العديد من المناسبات الهامة بطولة العالم لألعاب القوى 1995، بطولة أوروبا لألعاب القوى 2006، نهائيات كأس الكؤوس الأوروبية عامي 1983 - 1990، وإيضا استضاف نهائي بطولة أمم أوروبا لكرة القدم 1992، نهائي دوري أوروبا 2004، . ويشهد أوليفي في كل عام حفل افتتاح واختتام بطولة كأس جوثيا إحدى أهم البطولات على مستوى العالم لتخريج المواهب من سن 11 وحتى 19 عاما. يستخدم الملعب في الفترة الحالية لاستضافة مباريات كرة القدم، هوكي الجليد، الملاكمة، سباقات الجري، ألعاب قوى، حفلات الموسيقية. يعد أوليفي واحد من أكبر في الملاعب في الدول الاسكندنافية من حيث الطاقة الاستيعابية حيث يسع الملعب لجلوس 43 ألف متفرج وتبلغ طاقته القصوى 75,000 متفرج للحفلات الموسيقية.

## معرض صور

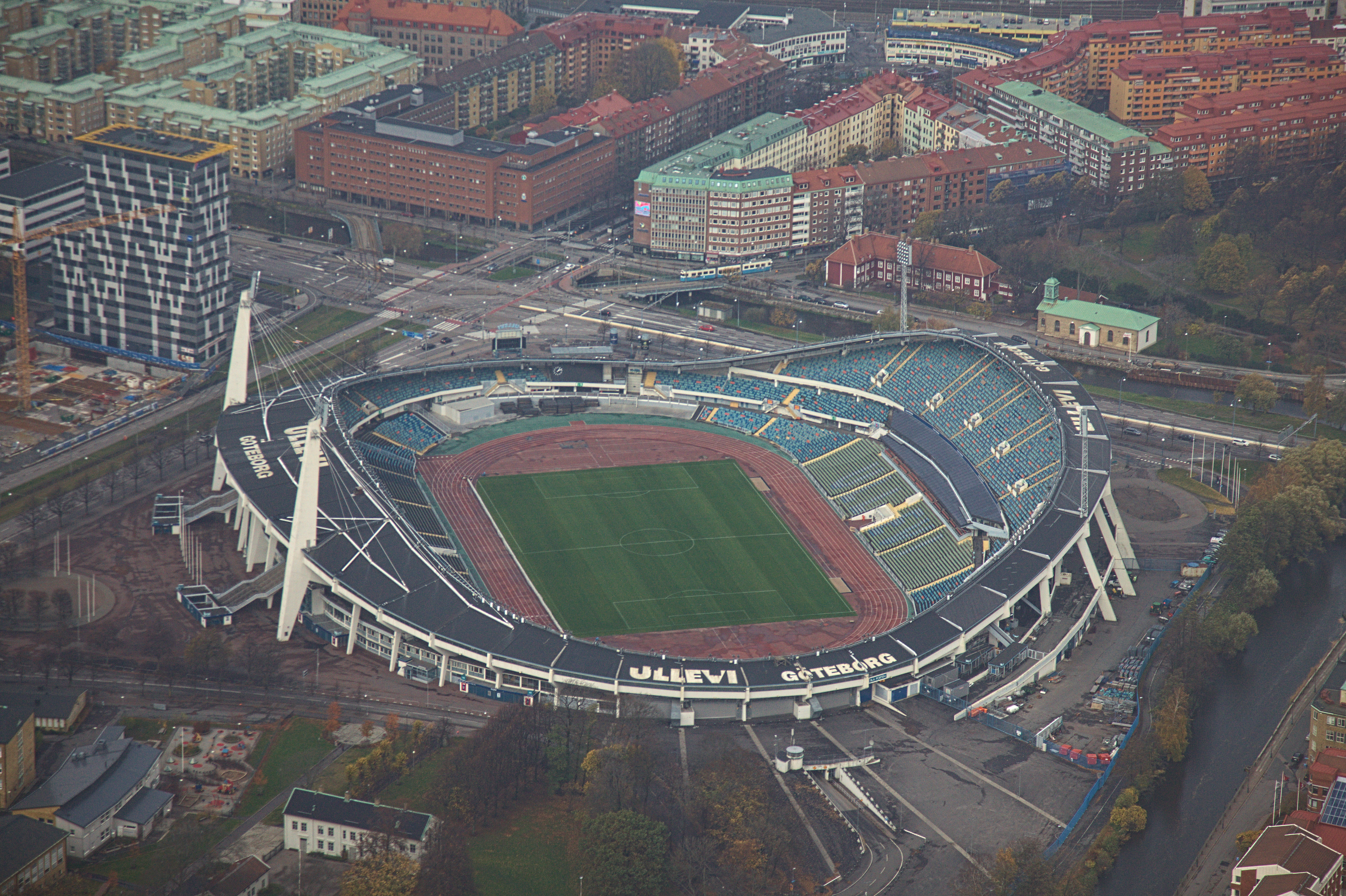
صورة جوية لأستاد أوليفي.
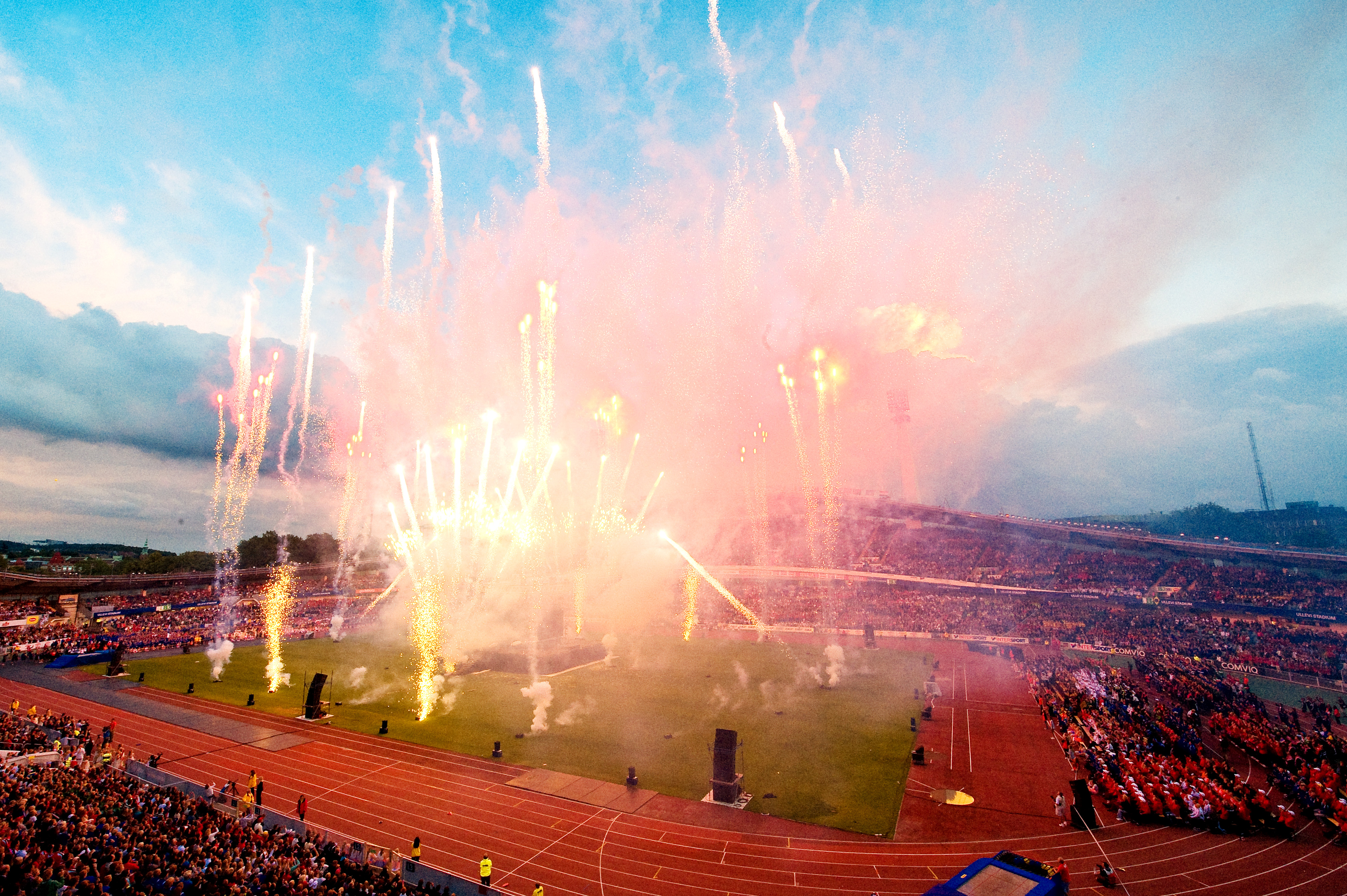
الألعاب النارية في حفل افتتاح بطولة كأس جوثيا عام 2011.
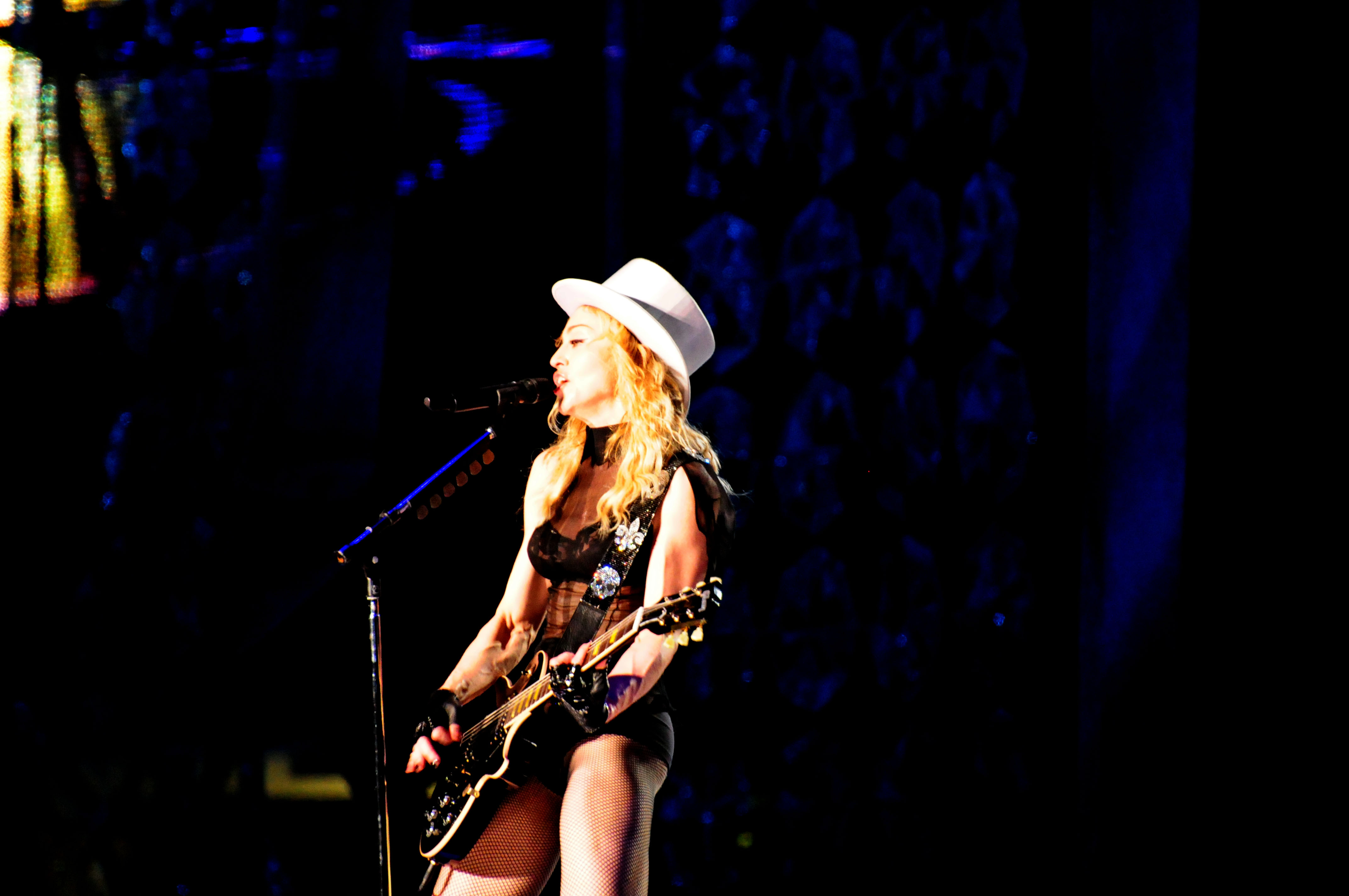
صورة من حفل مادونا بالسويد عام 2009 بأستاد أوليفي.
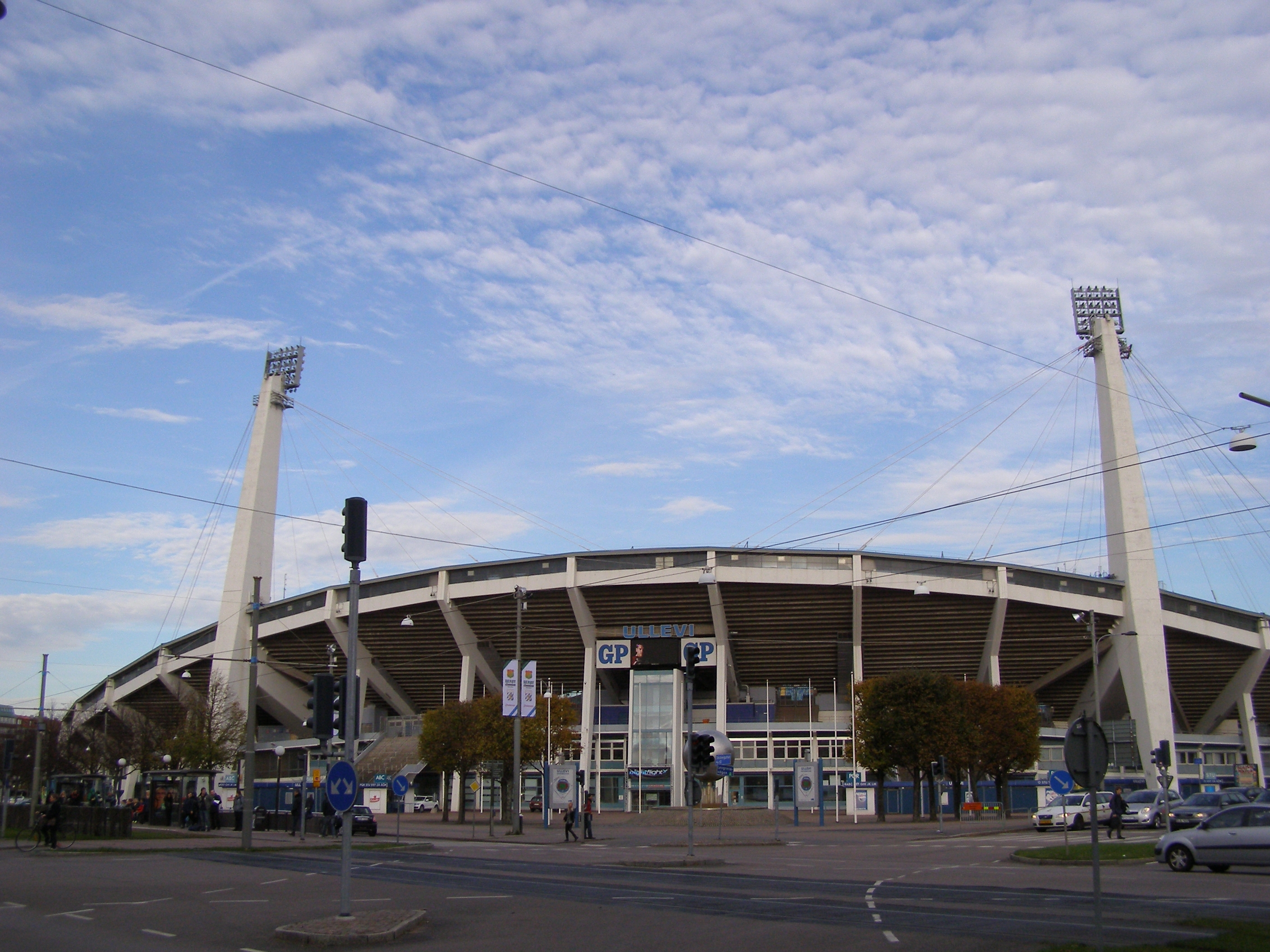
صورة للملعب من الخارج.
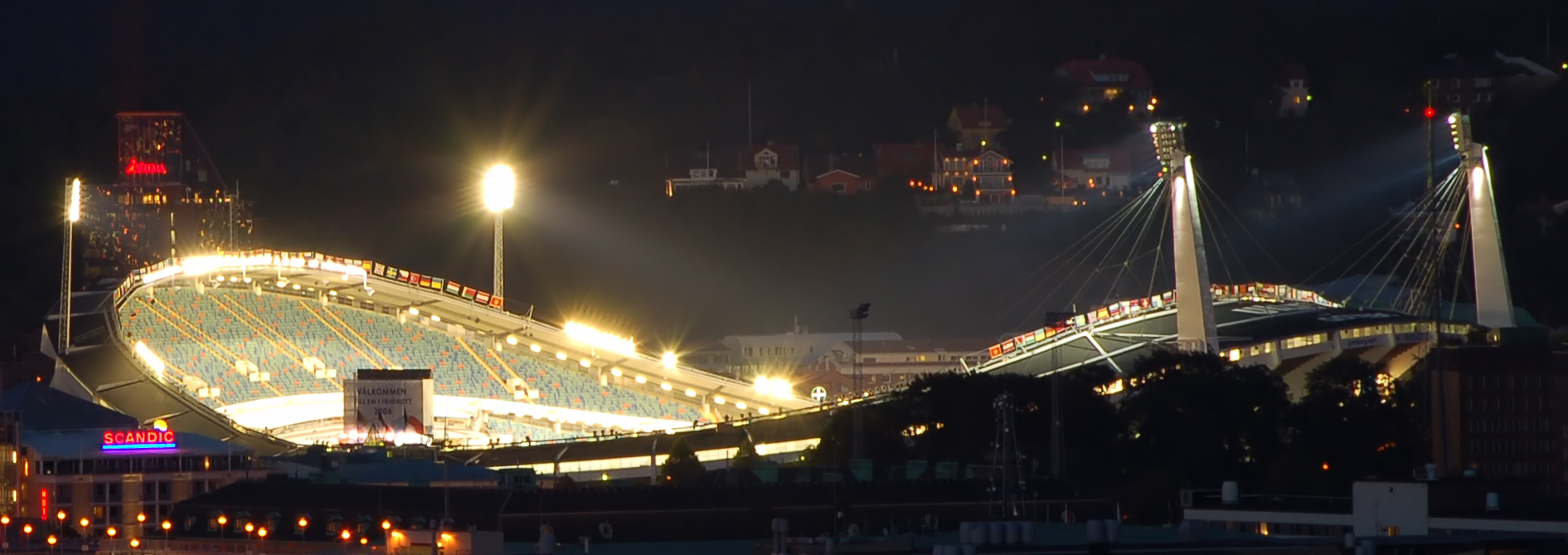
صورة ليلة للملعب عام 2006.
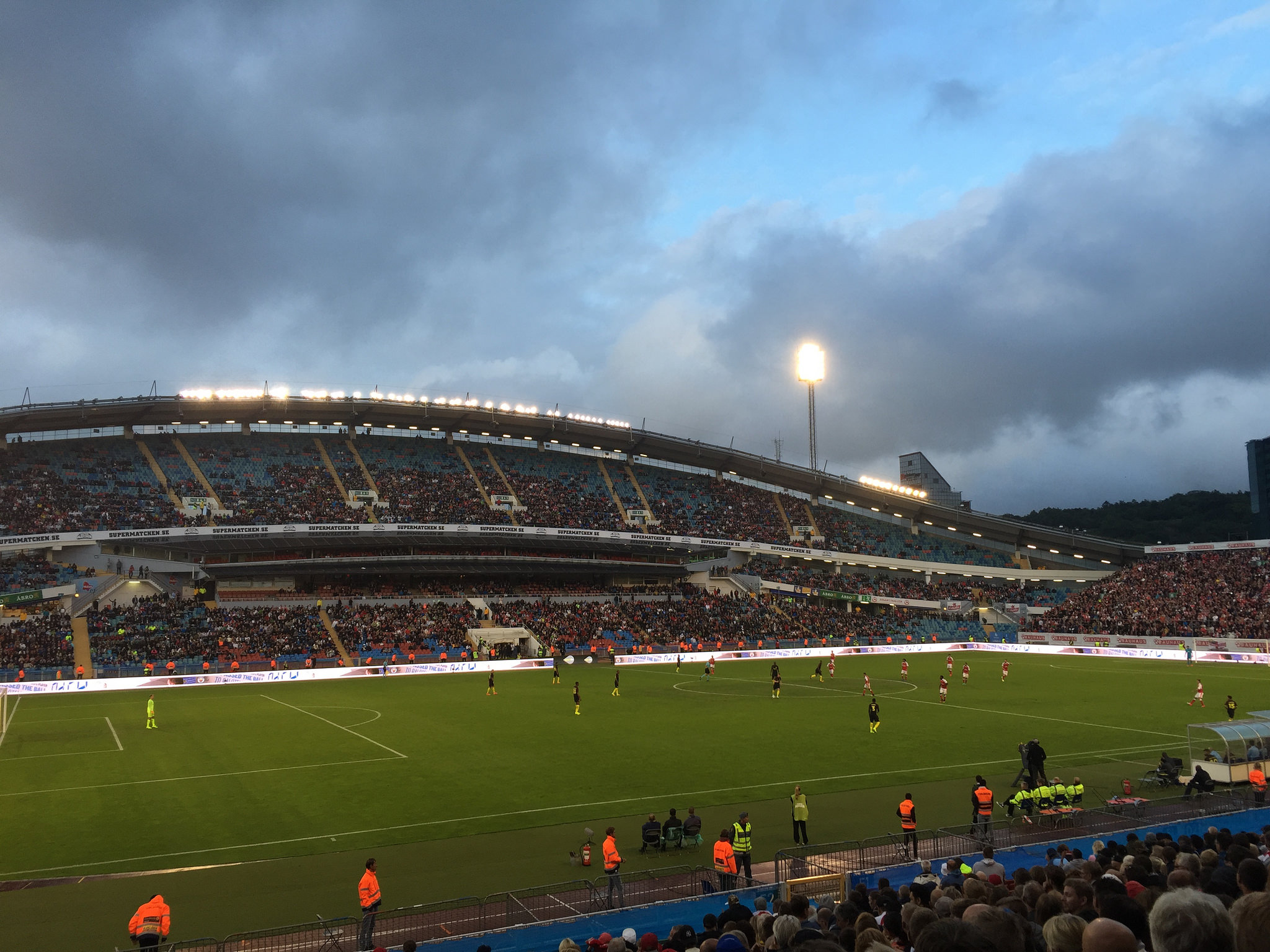
صورة لمبارة ودية تجمع بين أرسنال ومانشستر سيتي على ملعب أوليفي عام 2016.
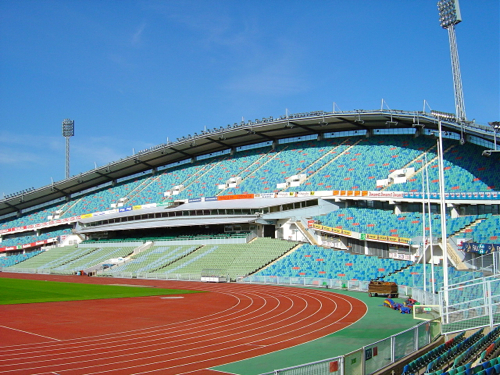
مدرجات ملعب أوليفي عام 2016.
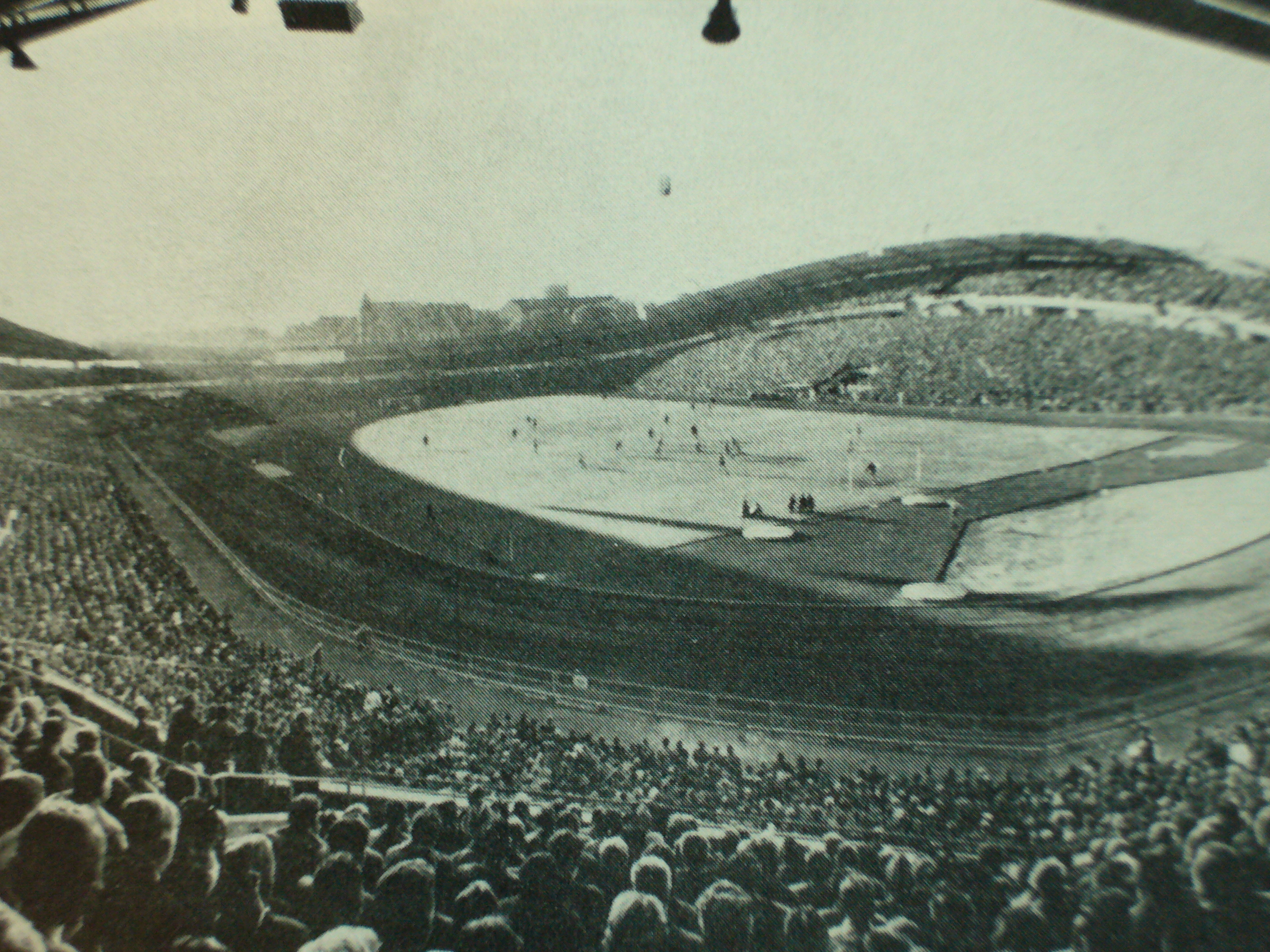
صورة قديمة لمبارة تجمع بين نادي غوتبورغ - نادي أورغريته علي ملعب أوليفي 3 يونيو 1959، بحضور 52,194 متفرج.

## الحفلات الأكثر حضورا
| #  | الحدث                                                       | الحضور | التاريخ       |
| -- | ----------------------------------------------------------- | ------ | ------------- |
| 1  | Håkan Hellström                                             | 70,144 | 5 يونيو 2016  |
| 2  | Håkan Hellström                                             | 70,091 | 4 يونيو 2016  |
| 3  | Håkan Hellström                                             | 69,349 | 7 يونيو 2014  |
| 4  | بروس سبرينغستين & The E Street Band Wrecking Ball Tour      | 66,561 | 28 يوليو 2012 |
| 5  | بينك The Funhouse Summer Carnival                           | 66,373 | 23 يوليو 2010 |
| 6  | بروس سبرينغستين & The E Street Band Wrecking Ball Tour      | 66,018 | 27 يوليو 2012 |
| 7  | بروس سبرينغستين & The E Street Band The River Tour 2016     | 64,959 | 23 يوليو 2016 |
| 8  | بروس سبرينغستين & The E Street Band Born in the U.S.A. Tour | 64,312 | 8 يونيو 1985  |
| 9  | ميتاليكا 2015 European Tour                                 | 63,000 | 22 أغسطس 2015 |
| 10 | بروس سبرينغستين & The E Street Band The River Tour 2016     | 62,701 | 27 يونيو 2016 |
| 11 | بروس سبرينغستين & The E Street Band The River Tour 2016     | 62,676 | 25 يونيو 2016 |
| 12 | بروس سبرينغستين & The E Street Band Born in the U.S.A. Tour | 62,544 | 9 يونيو 1985  |
| 13 | ديفيد بوي Serious Moonlight Tour                            | 61,206 | 11 يونيو 1983 |
| 14 | يو تو U2 360° Tour                                          | 60,099 | 1 أغسطس 2009  |
| 15 | مادونا Sticky & Sweet Tour                                  | 59,600 | 9 أغسطس 2009  |
| 16 | مادونا Sticky & Sweet Tour                                  | 59,400 | 8 أغسطس 2009  |
| 17 | Gyllene Tider GT25 Summer Tour                              | 58,977 | 7 أغسطس 2004  |
| 18 | ديفيد بوي Serious Moonlight Tour                            | 58,914 | 12 يونيو 1983 |
| 19 | أيرون ميدن Eddie Rips Up the World Tour                     | 57,000 | 9 يوليو 2005  |

### أحداث رياضية
أحداث اليوم الواحد
| # | الحدث                                | الحضور | التاريخ        |
| - | ------------------------------------ | ------ | -------------- |
| 1 | إينجمار يوهانسون – إدي مشن ملاكمة    | 53,614 | 14 سبتمبر 1958 |
| 2 | نادي غوتبورغ – نادي أورغريته كرة قدم | 52,194 | 4 يونيو 1959   |
| 3 | السويد – الدنمارك كرة قدم            | 51,062 | 23 أكتوبر 1960 |
| 4 | السويد – Göteborgsalliansen كرة قدم  | 50,989 | 29 مايو 1958   |
| 5 | البرازيل – الاتحاد السوفييتي كرة قدم | 50,928 | 15 يونيو 1958  |

أحداث متعددة الأيام
| # | الحدث                                                | الحضور  | التاريخ             |
| - | ---------------------------------------------------- | ------- | ------------------- |
| 1 | بطولة العالم لألعاب القوي العاب قوي                  | 592,240 | 4 – 13 أغسطس 1995   |
| 2 | بطولة أوروبا لألعاب القوي العاب قوي                  | 269,038 | 6 – 13 أغسطس 2006   |
| 3 | بطولة العالم لتزلج السريع تزلج سريع                  | 69,599  | 13 – 14 فبراير 1971 |
| 4 | البطولة الدولية لألعاب القوي فنلندا-السويد العاب قوي | 51,567  | 4 – 5 سبتمبر 1971   |
| 5 | البطولة الدولية لألعاب القوي فنلندا-السويد العاب قوي | 49,366  | 28 – 29 أغسطس 1971  |